# 8168 Rogerbourke
8168 Rogerbourke eller 1991 FK1 är en asteroid i huvudbältet som upptäcktes 18 mars 1991 av den amerikanske astronomen Eleanor F. Helin vid Palomar-observatoriet. Den är uppkallad efter Roger D. Bourke.
Asteroiden har en diameter på ungefär 4 kilometer.